# Gulltörel
Gulltörel (Euphorbia epithymoides) är en törelväxtart som beskrevs av Carl von Linné. Gulltörel ingår i släktet törlar och familjen törelväxter.. Arten förekommer tillfälligt i Sverige, men reproducerar sig inte. Inga underarter finns listade i Catalogue of Life.

## Bildgalleri

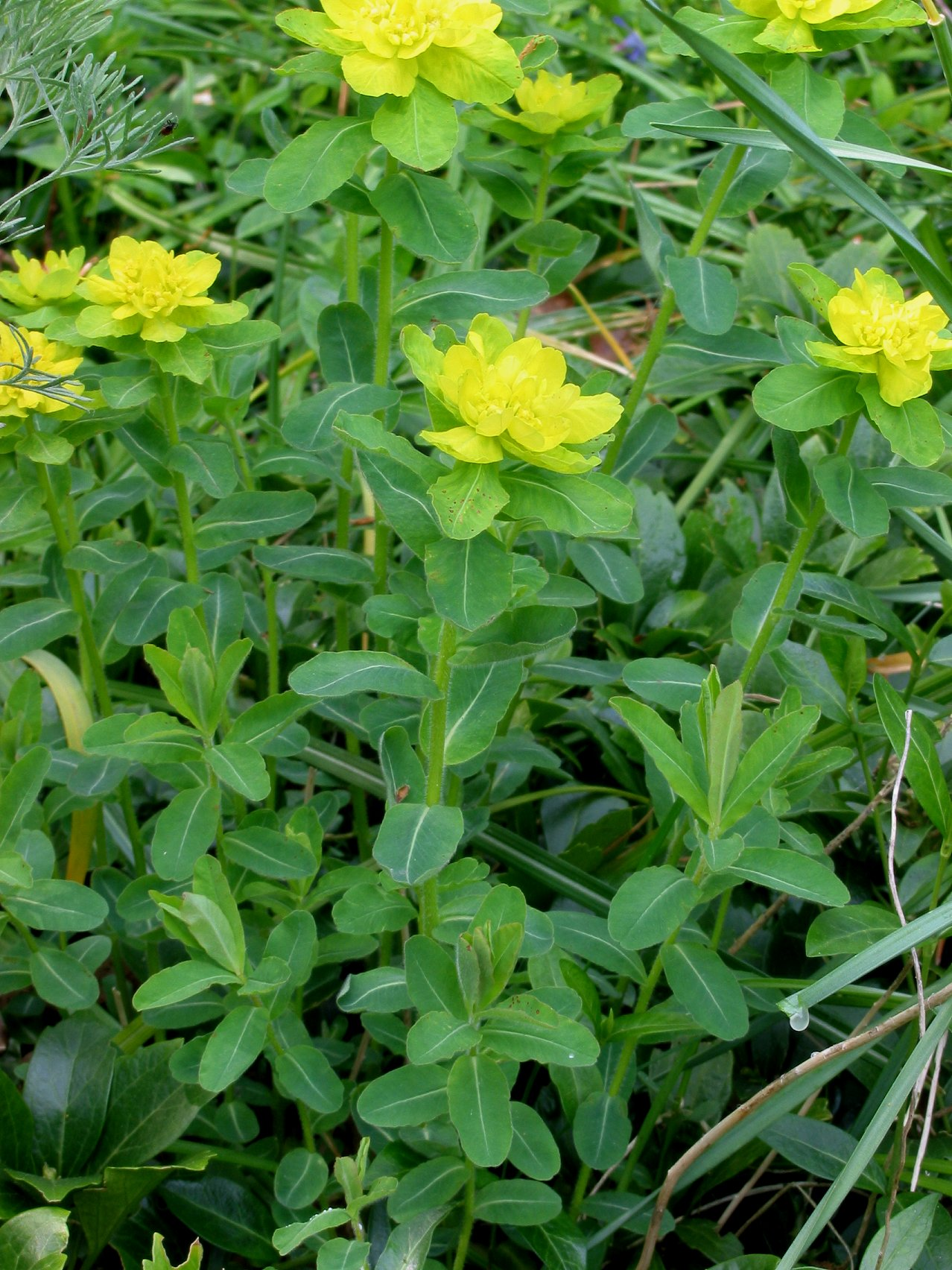
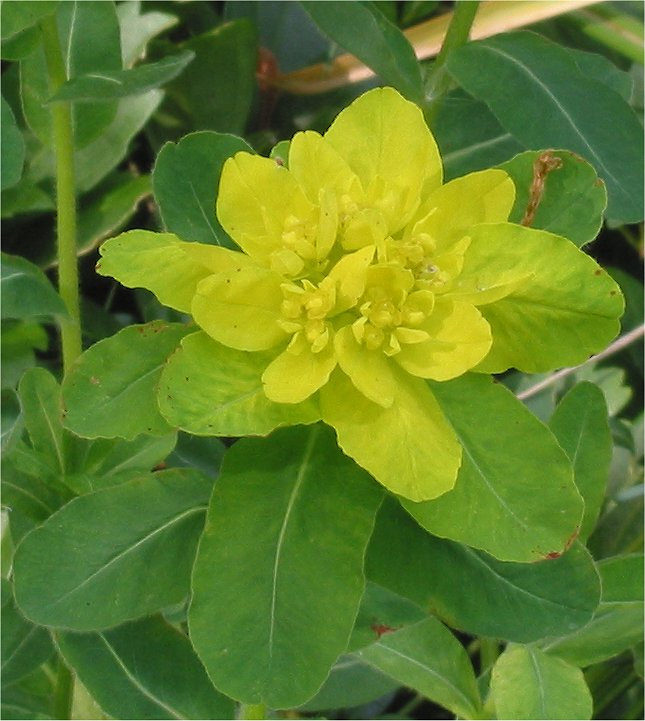
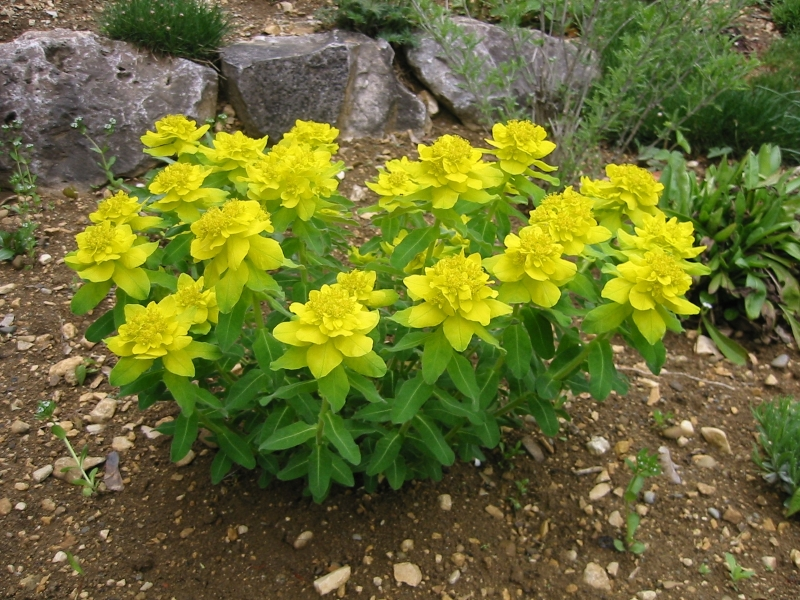
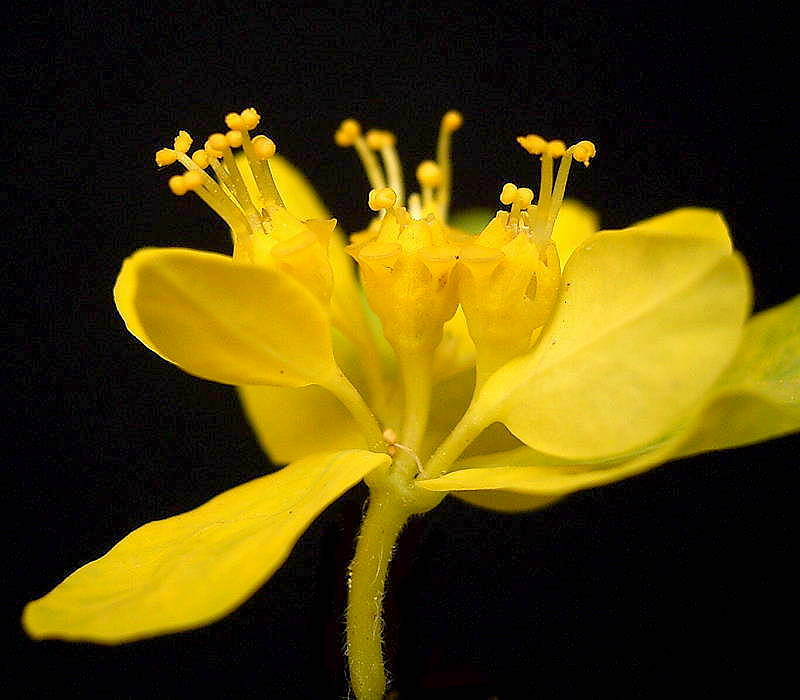
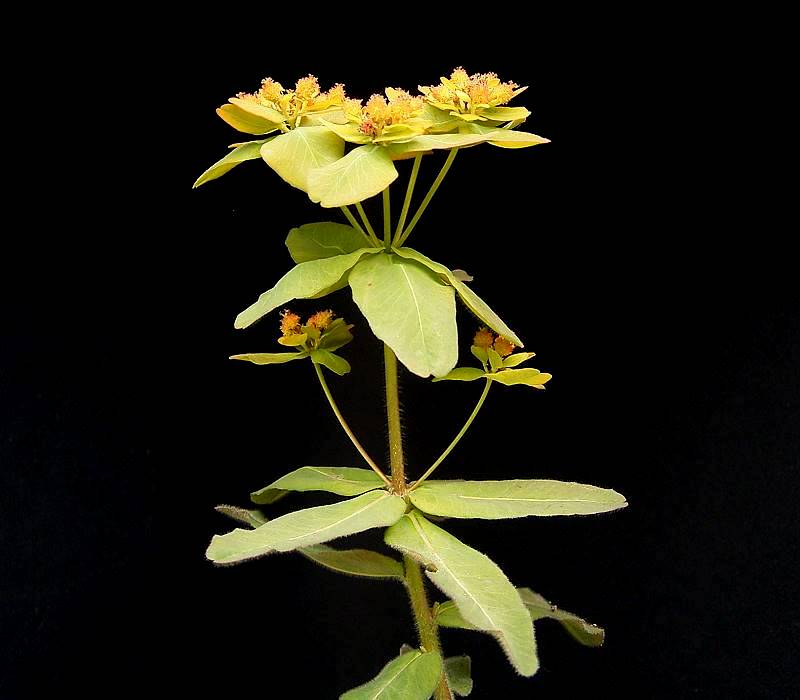
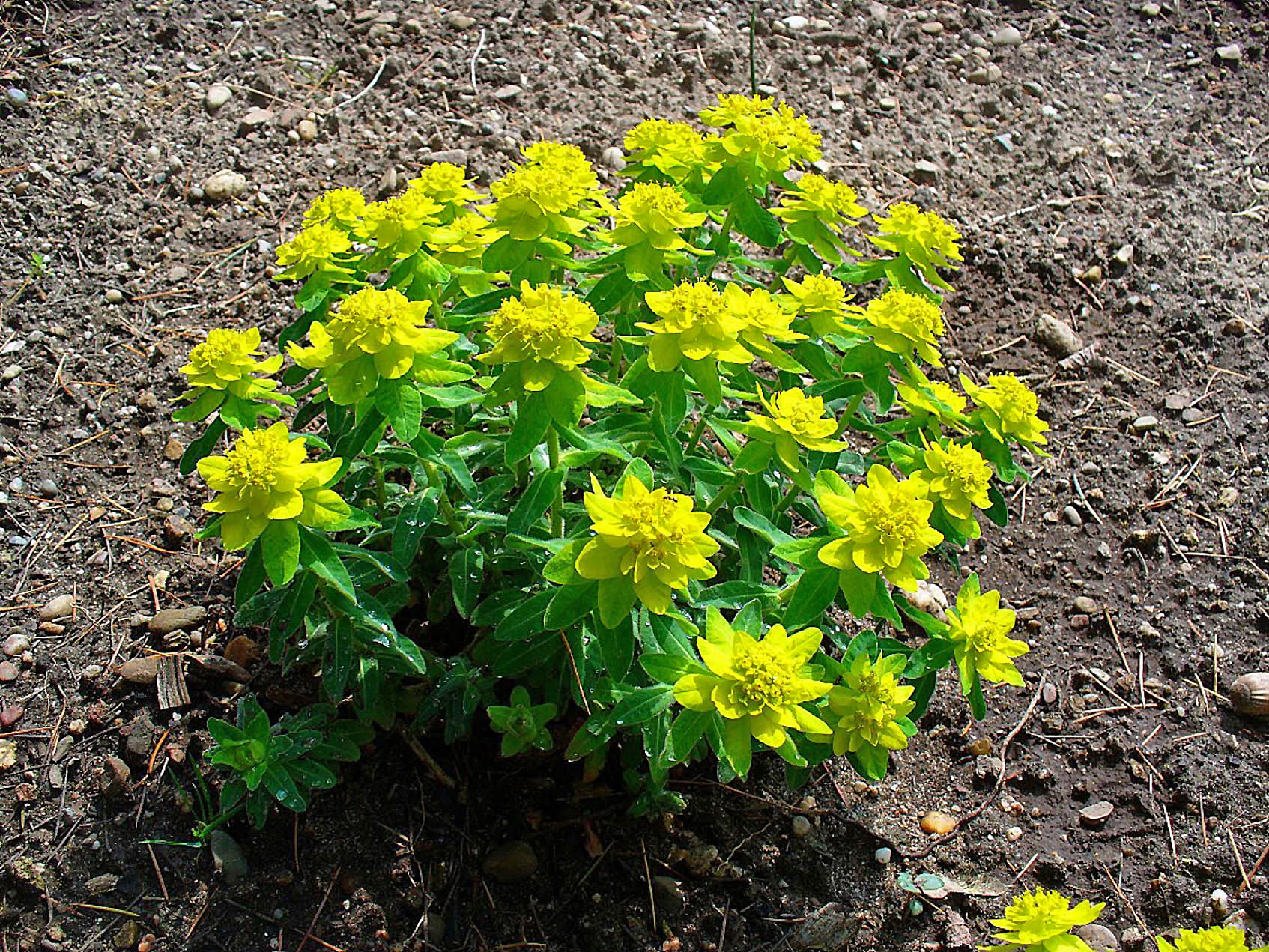